# Leptoscyphus azoricus
Espèce
Statut de conservation UICN

 LC  : Préoccupation mineure
Leptoscyphus azoricus est une espèce de plantes de la famille des Lophocoleaceae.

## Publication originale
- Nova Acta Leopoldina 25(161): 39. 1962[1963].